# Basketball Champions League 2017/18
Die Basketball Champions League 2017/18 war die 2. Spielzeit der Basketball Champions League.
Den Titel gewann AEK Athen aus Griechenland.

## Modus
Die Teilnehmerzahl wurde von 40 auf 32 Mannschaften gesenkt. An der ersten Qualifikationsrunde nahmen 16 Mannschaften teil, die im K.-o.-System in Hin- und Rückspiel acht Teilnehmer an der zweiten Qualifikationsrunde ermittelten. Dort trafen sie auf acht Mannschaften, die dort gesetzt waren. Die acht Sieger der zweiten Qualifikationsrunde trafen wiederum in der dritten Qualifikationsrunde auf acht dort eingreifende Mannschaften. Die Sieger dieser Runde qualifizierten sich für die Gruppenphase.
In der Hauptrunde traten in vier Gruppen je acht Mannschaften pro Hauptrundengruppe in einem Rundenturnier gegeneinander an, in der jede Mannschaft je einmal ein Hin- und Rückspiel gegen jeden anderen Gruppenteilnehmer spielte. Die Ergebnisse ergaben pro Gruppe ein Ranking, in der die vier Besten je Gruppe sich für ein Achtelfinal-Play-off aus Hin- und Rückspiel qualifizierten. Die Tabellenfünften und Sechsten wurden in das Achtelfinale des FIBA Europe Cup 2017/18 versetzt, die beiden Letzten je Gruppe schieden aus dem Europapokal aus.
Ab dem Achtelfinale wurde im K.-o.-System in Hin- und Rückspiel vier Teilnehmer am Final-Four-Turnier ermittelt, welches am Wochenende vom 4. bis 6. Mai 2018 ausgespielt wurde. Die Verlierer des einen Halbfinalspiels ermittelten im kleinen Finale den Drittplatzierten des Wettbewerbs, während die Sieger der Halbfinals in einem Finalspiel den Gesamtsieger und Titelgewinner ausspielten.

## Teilnehmer
Qualifikationsteilnehmer eingerechnet nahmen 21 nationale Meister an der Basketball Champions League teil, womit 13 Landesmeister mehr teilnahmen als an den beiden Konkurrenzwettkämpfen EuroLeague und EuroCup zusammen. Unter den 21 Landesmeistern waren mit den Meistern aus Frankreich und Italien auch jene aus durchaus relevanten europäischen Ligen vertreten, auch die Vizemeister aus Deutschland, Frankreich und der Türkei zogen die Champions League vor. Qualitativ hat sich die Champions League daher dem EuroCup angenähert.

## Qualifikation
Die Qualifikation wurde in Hin- und Rückspiel ausgetragen und startete mit dem Hinspiel der ersten Runde am 19. September, worauf zwei Tage später am 21. September 2017 das Rückspiel erfolgte. In der darauffolgenden Woche fand das Hinspiel der zweiten Runde am 24. September und das Rückspiel am 26. September 2017 statt. Wiederum eine Woche später fand das Hinspiel der dritten Qualifikationsrunde am 29. September und die Qualifikation wurde dann am 2. Oktober 2017 mit dem Rückspiel der dritten Runde beschlossen.
19 der 24 ausgeschiedenen Qualifikanten wechselten in die Gruppenphase des FIBA Europe Cup 2017/18.

### 1. Qualifikationsrunde
|                      | Gesamt  |                         | Hinspiel | Rückspiel |
| -------------------- | ------- | ----------------------- | -------- | --------- |
| BK Dinamo Tiflis     | 126:158 | Divina Seguros Joventut | 60:72    | 66:86     |
| Keravnos Strovolou   | 139:146 | Awtodor Saratow         | 72:83    | 67:63     |
| KK Bosna             | 118:187 | MHP Riesen Ludwigsburg  | 59:85    | 59:102    |
| KK Karpoš Sokoli     | 160:165 | BC Kalev                | 79:87    | 81:78     |
| Donar Groningen      | 159:138 | BC Vytautas             | 75:77    | 84:61     |
| Sigal Prishtina      | 124:146 | Zmoki Minsk             | 50:57    | 74:89     |
| ece Kapfenberg Bulls | 134:142 | Benfica Lissabon        | 72:75    | 62:67     |
| BC Luleå             | 153:164 | Telenet Antwerp Giants  | 79:81    | 74:83     |

### 2. Qualifikationsrunde
|                         | Gesamt  |                              | Hinspiel | Rückspiel |
| ----------------------- | ------- | ---------------------------- | -------- | --------- |
| BC Kalev                | 142:150 | Alba Fehérvár                | 78:71    | 64:79     |
| Divina Seguros Joventut | 146:150 | Kataja Basket Club           | 75:79    | 71:71     |
| Telenet Antwerp Giants  | 156:149 | BK Nischni Nowgorod          | 90:87    | 66:62     |
| Awtodor Saratow         | 158:132 | KK Mornar Bar                | 88:70    | 70:62     |
| Benfica Lissabon        | 153:178 | Lukoil Akademic              | 82:91    | 71:87     |
| MHP Riesen Ludwigsburg  | 166:149 | CS Universitatea Cluj-Napoca | 78:72    | 88:77     |
| Donar Groningen         | 169:163 | Bakken Bears                 | 78:80    | 91:83     |
| Zmoki Minsk             | 129:117 | BK Budiwelnyk Kiew           | 69:64    | 60:53     |

### 3. Qualifikationsrunde
|                        | Gesamt  |                              | Hinspiel | Rückspiel |
| ---------------------- | ------- | ---------------------------- | -------- | --------- |
| Zmoki Minsk            | 143:148 | Nanterre 92                  | 68:68    | 75:80     |
| Telenet Antwerp Giants | 145:152 | Rosa Radom                   | 75:69    | 70:83     |
| Awtodor Saratow        | 129:161 | SikeliArchivi Capo d’Orlando | 70:69    | 59:92     |
| Lukoil Akademic        | 160:168 | Juventus Utena               | 81:82    | 79:86     |
| Kataja Basket Club     | 151:175 | Telekom Baskets Bonn         | 70:90    | 81:85     |
| Donar Groningen        | 145:153 | Movistar Estudiantes         | 76:76    | 69:77     |
| Alba Fehérvár          | 164:171 | Pınar Karşıyaka              | 92:90    | 72:81     |
| MHP Riesen Ludwigsburg | 160:109 | Basic-Fit Brussels           | 85:59    | 75:50     |

## Gruppenphase
Die Gruppenphase mit den acht Mannschaften in je vier Gruppen begann am 10. Oktober 2017 und endete am 7. Februar 2018.

### Gruppe A
| Platz | Team                    | Spiele | Siege | Niederl. | Punkte für | Punkte gegen | Punkt Differenz | Punkte | Qualifikation        |       | MON   | PIN         | OLD   | MUR    | DIN         | JUV    | HAP   | ENI    |
| ----- | ----------------------- | ------ | ----- | -------- | ---------- | ------------ | --------------- | ------ | -------------------- | ----- | ----- | ----------- | ----- | ------ | ----------- | ------ | ----- | ------ |
| 1     | AS Monaco               | 14     | 13    | 1        | 1191       | 952          | +239            | 27     | Achtelfinale CL      |       | —     | 79:65       | 88:73 | 83:75  | 87:55       | 90:53  | 94:64 | 89:73  |
| 2     | Pınar Karşıyaka         | 14     | 10    | 4        | 1192       | 1160         | +32             | 24     | Achtelfinale CL      |       | 84:77 | —           | 85:86 | 79:72  | 70:79       | 90:78  | 98:91 | 97:81  |
| 3     | EWE Baskets Oldenburg   | 14     | 9     | 5        | 1192       | 1142         | +50             | 23     | Achtelfinale CL      |       | 78:84 | 96:82       | —     | 100:80 | 90:72       | 102:95 | 87:86 | 86:89  |
| 4     | UCAM Murcia             | 14     | 7     | 7        | 1096       | 1105         | −9              | 21     | Achtelfinale CL      |       | 63:68 | 91:96 n. V. | 85:65 | —      | 78:83       | 56:70  | 78:76 | 82:77  |
| 5     | Dinamo Basket Sassari   | 14     | 7     | 7        | 1158       | 1174         | −16             | 21     | Achtelfinale FIBA EC |       | 63:81 | 87:88       | 76:83 | 88:94  | —           | 93:78  | 98:84 | 101:94 |
| 6     | Juventus Utena          | 14     | 4     | 10       | 1105       | 1193         | −88             | 18     | Achtelfinale FIBA EC |       | 85:92 | 76:82       | 73:77 | 83:93  | 90:85 n. V. | —      | 71:69 | 81:73  |
| 7     | Hapoel Unet Holon       | 14     | 3     | 11       | 1160       | 1244         | −84             | 17     |                      |       | 56:85 | 93:95       | 94:90 | 75:81  | 92:103      | 106:91 | —     | 81:75  |
| 8     | BK Jenissei Krasnojarsk | 14     | 3     | 11       | 1064       | 1188         | −124            | 17     |                      | 65:94 | 74:81 | 53:79       | 62:68 | 65:75  | 85:81       | 98:93  | —     |        |

### Gruppe B
| Platz | Team                    | Spiele | Siege | Niederl. | Punkte für | Punkte gegen | Punkt Differenz | Punkte | Qualifikation        |        | TEN   | LUD         | PAO         | NEP   | VEN   | CHA   | GAZ    | ORL   |
| ----- | ----------------------- | ------ | ----- | -------- | ---------- | ------------ | --------------- | ------ | -------------------- | ------ | ----- | ----------- | ----------- | ----- | ----- | ----- | ------ | ----- |
| 1     | Iberostar Teneriffa     | 14     | 12    | 2        | 1155       | 921          | +234            | 26     | Achtelfinale CL      |        | —     | 82:72       | 93:79       | 90:67 | 65:71 | 82:62 | 72:53  | 88:47 |
| 2     | MHP Riesen Ludwigsburg  | 14     | 12    | 2        | 1139       | 974          | +165            | 26     | Achtelfinale CL      |        | 62:83 | —           | 103:70      | 95:83 | 84:68 | 94:74 | 86:74  | 86:59 |
| 3     | PAOK Thessaloniki       | 14     | 7     | 7        | 1061       | 1070         | −9              | 21     | Achtelfinale CL      |        | 74:79 | 63:83       | —           | 91:70 | 83:76 | 90:81 | 82:85  | 79:61 |
| 4     | Neptūnas Klaipėda       | 14     | 7     | 7        | 1164       | 1116         | +48             | 21     | Achtelfinale CL      |        | 67:83 | 71:87       | 82:69       | —     | 87:80 | 75:73 | 114:73 | 99:62 |
| 5     | BK Ventspils            | 14     | 6     | 8        | 1034       | 1085         | −51             | 20     | Achtelfinale FIBA EC |        | 73:72 | 61:73       | 59:80       | 69:84 | —     | 78:77 | 91:103 | 55:66 |
| 6     | Élan Chalon 1           | 14     | 6     | 8        | 1018       | 1031         | −13             | 20     |                      |        | 61:73 | 56:70       | 75:61       | 86:81 | 69:75 | —     | 85:60  | 67:55 |
| 7     | Gaziantep Basketbol     | 14     | 4     | 10       | 1033       | 1192         | −159            | 18     |                      | 74:87  | 67:72 | 65:77 n. V. | 98:94 n. V. | 74:99 | 68:73 | —     | 82:77  |       |
| 8     | Betaland Capo d’Orlando | 14     | 2     | 12       | 887        | 1102         | −215            | 16     |                      | 59:106 | 61:72 | 58:63       | 60:90       | 68:79 | 69:79 | 83:57 | —      |       |

### Gruppe C
| Platz | Team                   | Spiele | Siege | Niederl. | Punkte für | Punkte gegen | Punkt Differenz | Punkte | Qualifikation        |       | SIG         | BAN           | AEK           | BAY   | EST         | VEN   | OLI         | RAD          |
| ----- | ---------------------- | ------ | ----- | -------- | ---------- | ------------ | --------------- | ------ | -------------------- | ----- | ----------- | ------------- | ------------- | ----- | ----------- | ----- | ----------- | ------------ |
| 1     | Strasbourg IG          | 14     | 9     | 5        | 1103       | 1055         | +48             | 23     | Achtelfinale CL      |       | —           | 87:72         | 80:78         | 77:82 | 77:74       | 70:67 | 83:69       | 98:81        |
| 2     | Banvit BK              | 14     | 9     | 5        | 1080       | 1039         | +41             | 23     | Achtelfinale CL      |       | 63:80       | —             | 78:71         | 85:74 | 82:80       | 90:62 | 87:83 n. V. | 74:64        |
| 3     | AEK Athen              | 14     | 8     | 6        | 1149       | 1110         | +39             | 22     | Achtelfinale CL      |       | 87:88       | 70:74         | —             | 83:81 | 79:87       | 84:64 | 91:73       | 96:92 n. V.  |
| 4     | medi Bayreuth          | 14     | 8     | 6        | 1145       | 1115         | +30             | 22     | Achtelfinale CL      |       | 82:80 n. V. | 76:88         | 80:73         | —     | 84:90 n. V. | 89:81 | 78:79       | 90:85        |
| 5     | Movistar Estudiantes 1 | 14     | 8     | 6        | 1117       | 1076         | +41             | 22     |                      |       | 81:65       | 78:73         | 78:85         | 68:76 | —           | 81:80 | 75:81       | 78:68        |
| 6     | Umana Reyer Venezia    | 14     | 8     | 6        | 1146       | 1140         | +6              | 22     | Achtelfinale FIBA EC |       | 78:67       | 108:101 n. V. | 101:103 n. V. | 70:67 | 92:91       | —     | 84:67       | 102:93 n. V. |
| 7     | Petrol Olimpija        | 14     | 4     | 10       | 996        | 1105         | −109            | 18     |                      |       | 78:77       | 57:65         | 71:80         | 77:90 | 57:72       | 66:76 | —           | 80:72        |
| 8     | Rosa Radom             | 14     | 2     | 12       | 1032       | 1128         | −96             | 16     |                      | 63:74 | 49:48       | 63:69         | 79:96         | 77:84 | 71:81       | 75:58 | —           |              |

### Gruppe D
| Platz | Team                 | Spiele | Siege | Niederl. | Punkte für | Punkte gegen | Punkt Differenz | Punkte | Qualifikation        |             | BES   | NYM         | NAN           | GOR   | AVE   | OOS   | BON         | ARI   |
| ----- | -------------------- | ------ | ----- | -------- | ---------- | ------------ | --------------- | ------ | -------------------- | ----------- | ----- | ----------- | ------------- | ----- | ----- | ----- | ----------- | ----- |
| 1     | Beşiktaş Sompo Japan | 14     | 10    | 4        | 1111       | 1030         | +81             | 24     | Achtelfinale CL      |             | —     | 91:80       | 79:74         | 65:60 | 80:86 | 87:77 | 95:79       | 83:61 |
| 2     | ČEZ Nymburk          | 14     | 10    | 4        | 1152       | 1100         | +52             | 24     | Achtelfinale CL      |             | 64:70 | —           | 72:81         | 84:70 | 81:77 | 86:72 | 106:98      | 99:70 |
| 3     | Nanterre 92          | 14     | 9     | 5        | 1149       | 1091         | +58             | 23     | Achtelfinale CL      |             | 73:68 | 84:90       | —             | 95:82 | 89:81 | 75:74 | 93:90       | 91:63 |
| 4     | Stelmet Zielona Góra | 14     | 6     | 8        | 1075       | 1087         | −12             | 20     | Achtelfinale CL      |             | 99:96 | 82:88       | 85:82         | —     | 90:79 | 98:68 | 73:69       | 72:80 |
| 5     | Sidigas Avellino     | 14     | 6     | 8        | 1049       | 1028         | +21             | 20     | Achtelfinale FIBA EC |             | 90:74 | 80:63       | 102:106 n. V. | 57:64 | —     | 66:57 | 61:69       | 79:66 |
| 6     | Telenet Oostende     | 14     | 6     | 8        | 975        | 1050         | −75             | 20     | Achtelfinale FIBA EC |             | 49:77 | 73:79       | 73:60         | 82:78 | 51:61 | —     | 86:84 n. V. | 69:67 |
| 7     | Telekom Baskets Bonn | 14     | 5     | 9        | 1079       | 1095         | −16             | 19     |                      |             | 73:74 | 87:89 n. V. | 62:84         | 72:58 | 79:74 | 66:74 | —           | 76:59 |
| 8     | Aris Thessaloniki    | 14     | 4     | 10       | 930        | 1039         | −109            | 18     |                      | 65:72 n. V. | 65:71 | 70:62       | 70:64         | 59:56 | 66:70 | 69:75 | —           |       |

## K.-o.-Phase
Ab dem Achtelfinale wurde im K.-o.-System weitergespielt. Die Knockout-Phase begann am 6. März 2018 und wurde bis zum Viertelfinale in Hin- und Rückspiel entschieden. Am Ende gab es ein Final-Four-Turnier, an dem am Wochenende vom 4. bis 6. Mai 2018 der Titelgewinner des Wettbewerbs entschieden wurde. Die Auslosung für die gesamte K.-o.-Phase erfolgte am 14. Februar 2018.
Anmerkung: Die erste Spalte weist die Platzierung aus der Gruppenphase, die zweite Spalte den Verein, die dritte Spalte das Hinspielergebnis, die vierte Spalte das Rückspielergebnis und die fünfte Spalte das kumulierte Gesamtergebnis aus.

|  | Achtelfinale | Achtelfinale           | Achtelfinale | Achtelfinale  | Achtelfinale |    |     | Viertelfinale          | Viertelfinale | Viertelfinale | Viertelfinale | Viertelfinale |
|  |              |                        |              |               |              |    |     |                        |               |               |               |               |
|  | D3           | Nanterre 92            | 66           | 64            | 130          |    |     |                        |               |               |               |               |
|  | C2           | Banvit BK              | 74           | 73            | 147          |    |     |                        |               |               |               |               |
|  | C2           | Banvit BK              | 74           | 73            | 147          |    | C2  | Banvit BK              | 77            | 75            | 152           |               |
|  |              |                        |              |               |              |    | C2  | Banvit BK              | 77            | 75            | 152           |               |
|  |              |                        | A1           | AS Monaco     | 85           | 74 | 159 |                        |               |               |               |               |
|  | D4           | Stelmet Zielona Góra   | A1           | AS Monaco     | 85           | 74 | 159 | 82                     | 60            | 142           |               |               |
|  | D4           | Stelmet Zielona Góra   |              |               |              |    |     |                        | 60            | 142           |               |               |
|  | A1           | AS Monaco              | 84           | 90            | 174          |    |     |                        |               |               |               |               |
|  |              |                        |              |               |              |    |     |                        |               |               |               |               |
|  | B3           | PAOK Thessaloniki      | 74           | 67            | 141          |    |     |                        |               |               |               |               |
|  | A2           | Pınar Karşıyaka        | 68           | 79            | 147          |    |     |                        |               |               |               |               |
|  | A2           | Pınar Karşıyaka        | 68           | 79            | 147          |    | A2  | Pınar Karşıyaka        | 65            | 72            | 137           |               |
|  |              |                        |              |               |              |    | A2  | Pınar Karşıyaka        | 65            | 72            | 137           |               |
|  |              |                        | A4           | UCAM Murcia   | 79           | 81 | 160 |                        |               |               |               |               |
|  | A4           | UCAM Murcia            | A4           | UCAM Murcia   | 79           | 81 | 160 | 66                     | 83            | 149           |               |               |
|  | A4           | UCAM Murcia            |              |               |              |    |     |                        | 83            | 149           |               |               |
|  | B1           | Iberostar Teneriffa    | 71           | 72            | 143          |    |     |                        |               |               |               |               |
|  |              |                        |              |               |              |    |     |                        |               |               |               |               |
|  | C3           | AEK Athen              | 88           | 93            | 181          |    |     |                        |               |               |               |               |
|  | D2           | ČEZ Nymburk            | 98           | 82            | 180          |    |     |                        |               |               |               |               |
|  | D2           | ČEZ Nymburk            | 98           | 82            | 180          |    | C3  | AEK Athen              | 78            | 83            | 161           |               |
|  |              |                        |              |               |              |    | C3  | AEK Athen              | 78            | 83            | 161           |               |
|  |              |                        | C1           | Strasbourg IG | 69           | 83 | 152 |                        |               |               |               |               |
|  | B4           | Neptūnas Klaipėda      | C1           | Strasbourg IG | 69           | 83 | 152 | 73                     | 78            | 151           |               |               |
|  | B4           | Neptūnas Klaipėda      |              |               |              |    |     |                        | 78            | 151           |               |               |
|  | C1           | Strasbourg IG          | 68           | 88            | 156          |    |     |                        |               |               |               |               |
|  |              |                        |              |               |              |    |     |                        |               |               |               |               |
|  | A3           | EWE Baskets Oldenburg  | 63           | 86            | 149          |    |     |                        |               |               |               |               |
|  | B2           | MHP Riesen Ludwigsburg | 88           | 74            | 162          |    |     |                        |               |               |               |               |
|  | B2           | MHP Riesen Ludwigsburg | 88           | 74            | 162          |    | B2  | MHP Riesen Ludwigsburg | 81            | 89            | 170           |               |
|  |              |                        |              |               |              |    | B2  | MHP Riesen Ludwigsburg | 81            | 89            | 170           |               |
|  |              |                        | C4           | medi Bayreuth | 86           | 77 | 163 |                        |               |               |               |               |
|  | C4           | medi Bayreuth          | C4           | medi Bayreuth | 86           | 77 | 163 | 81                     | 84            | 165           |               |               |
|  | C4           | medi Bayreuth          |              |               |              |    |     |                        | 84            | 165           |               |               |
|  | D1           | Beşiktaş Sompo Japan   | 76           | 84            | 160          |    |     |                        |               |               |               |               |

### Achtelfinale
Die Hinspiele des Achtelfinals fanden am 6. und 7. März, die Rückspiele am 13. und 14. März 2018 statt.
|                       | Gesamt  |                        | Hinspiel | Rückspiel   |
| --------------------- | ------- | ---------------------- | -------- | ----------- |
| Nanterre 92           | 130:147 | Banvit BK              | 66:74    | 64:73       |
| Stelmet Zielona Góra  | 142:174 | AS Monaco              | 82:84    | 60:90       |
| PAOK Thessaloniki     | 141:147 | Pınar Karşıyaka        | 74:68    | 67:79       |
| UCAM Murcia           | 149:143 | Iberostar Teneriffa    | 66:71    | 83:72       |
| AEK Athen             | 181:180 | ČEZ Nymburk            | 88:98    | 93:82       |
| Neptūnas Klaipėda     | 151:156 | Strasbourg IG          | 73:68    | 78:88 n. V. |
| EWE Baskets Oldenburg | 149:162 | MHP Riesen Ludwigsburg | 63:88    | 86:74       |
| medi Bayreuth         | 165:160 | Beşiktaş Sompo Japan   | 81:76    | 84:84       |

### Viertelfinale
Die Hinspiele des Viertelfinals fanden am 27. und 28. März, die Rückspiele am 3. und 4. April 2018 statt.
|                        | Gesamt  |               | Hinspiel | Rückspiel |
| ---------------------- | ------- | ------------- | -------- | --------- |
| Banvit BK              | 152:159 | AS Monaco     | 77:85    | 75:74     |
| Pınar Karşıyaka        | 137:160 | UCAM Murcia   | 65:79    | 72:81     |
| AEK Athen              | 161:152 | Strasbourg IG | 78:69    | 83:83     |
| MHP Riesen Ludwigsburg | 170:163 | medi Bayreuth | 81:86    | 89:77     |

## Final Four
Das Final Four fand vom 4. bis 6. Mai 2018 statt. Die Auslosung fand am 12. April 2018 statt. Das Final Four wurde in der Nikos Galis Arena in Athen, der Halle von AEK Athen, ausgetragen.

### Halbfinale
Die Halbfinalspiele im Rahmen des Final Four fanden am 4. Mai 2018 statt.
|                        | Gesamt |             |
| ---------------------- | ------ | ----------- |
| AEK Athen              | 77:75  | UCAM Murcia |
| MHP Riesen Ludwigsburg | 65:87  | AS Monaco   |

### Spiel um Platz 3
Das Spiel um Platz 3 im Rahmen des Final Four fand am 6. Mai 2018 statt.
|                        | Gesamt |             |
| ---------------------- | ------ | ----------- |
| MHP Riesen Ludwigsburg | 74:85  | UCAM Murcia |

### Finale
Das Finale im Rahmen des Final Four fand am 6. Mai 2018 statt.
|           | Gesamt |           |
| --------- | ------ | --------- |
| AS Monaco | 94:100 | AEK Athen |

### Titelgewinner
| Spieler | Spieler                 | Spieler                 | Spieler    | Spieler | Spieler | Spieler              |
| Nr.     | Nat.                    | Name                    | Geburt     | Größe   | Info    | Letzter Verein       |
| ------- | ----------------------- | ----------------------- | ---------- | ------- | ------- | -------------------- |
|         |                         | Guards (PG, SG)         |            |         |         |                      |
| 0       | Vereinigte Staaten      | Kevin Punter            | 25.06.1993 | 1,90 m  |         | Rosa Radom           |
| 2       | Vereinigte Staaten      | Mike Green              | 23.06.1985 | 1,85 m  |         | Pınar Karşıyaka      |
| 3       | Vereinigte Staaten      | Manny Harris            | 21.09.1989 | 1,96 m  |         | Anhui Wenyi          |
| 4       | Griechenland            | Vasilios Xanthopoulos   | 29.04.1984 | 1,88 m  |         | Aris Thessaloniki    |
| 9       | Bosnien und Herzegowina | Edin Atić               | 19.01.1997 | 2,01 m  |         | Trikala BC           |
| 12      | Griechenland            | Giannoulis Larentzakis  | 22.09.1993 | 1,96 m  |         | Kolossos Rhodos      |
| 21      | Griechenland            | Dimitrios Moraitis      | 03.02.1999 | 1,94 m  |         | Panionios Athen      |
|         |                         | Forwards (SF, PF)       |            |         |         |                      |
| 1       | /                       | Delroy James            | 04.05.1987 | 2,03 m  |         | Best Balıkesir       |
| 5       | Griechenland            | Dušan Šakota            | 22.04.1986 | 2,10 m  | (C)     | Pallacanestro Varese |
| 8       | Griechenland            | Panagiotis Vasilopoulos | 08.02.1984 | 2,05 m  |         | Aris Thessaloniki    |
| 16      | Griechenland            | Ioannis Agravanis       | 13.11.1998 | 1,98 m  | NE      | Doukas B.C.          |
| 23      | Griechenland            | Michalis Kamperidis     | 24.04.1994 | 2,05 m  | NG      | AGO Rethymnou        |
| 27      | Griechenland            | Nikos Rogkavopoulos     | 27.06.2001 | 2,02 m  | NE      | Doukas B.C.          |
| 32      | Vereinigte Staaten      | Vince Hunter            | 05.08.1994 | 2,03 m  |         | Memphis Grizzlies    |
|         |                         | Center (C)              |            |         |         |                      |
| 22      | Griechenland            | Dimitrios Mavroeidis    | 04.07.1985 | 2,08 m  |         | Kifisia BC           |
| 24      | Griechenland            | Vasilis Kavvadas        | 24.12.1991 | 2,06 m  |         | Aris Thessaloniki    |
|         | /                       | Chinemelu Elonu         | 11.03.1987 | 2,08 m  |         | Capitanes de Arecibo |

| Trainer      | Trainer             | Trainer         |
| Nat.         | Name                | Position        |
| ------------ | ------------------- | --------------- |
| Serbien      | Dragan Šakota       | Head Coach      |
| Griechenland | Alexis Falekas      | Assistant Coach |
| Griechenland | Kostas Mamalis      | Assistant Coach |
| Griechenland | Vangelis Mageiras   | Assistant Coach |
| Griechenland | Nikos Papavasileiou | Athletic Coach  |
| Griechenland | Georgios Hinas      | Team-Manager    |

| Legende            | Legende                                 |
| Abk.               | Bedeutung                               |
| ------------------ | --------------------------------------- |
| A-Nat              | Nationalspieler                         |
| (C)                | Mannschaftskapitän                      |
| NE                 | gemeldet, aber nicht eingesetzt         |
| NG                 | nicht für die Champions League gemeldet |
| Quellen            |                                         |
| Teamhomepage       |                                         |
| Ligahomepage       |                                         |
| Stand: 7. Mai 2018 |                                         |

| Legende            | Legende                                 |
| Abk.               | Bedeutung                               |
| ------------------ | --------------------------------------- |
| A-Nat              | Nationalspieler                         |
| (C)                | Mannschaftskapitän                      |
| NE                 | gemeldet, aber nicht eingesetzt         |
| NG                 | nicht für die Champions League gemeldet |
| Quellen            |                                         |
| Teamhomepage       |                                         |
| Ligahomepage       |                                         |
| Stand: 7. Mai 2018 |                                         |

## Auszeichnungen
Individuelle Auszeichnungen wurden durch eine „Star Lineup“ genannte Wahl bestimmt, die sich zu je einem Drittel aus einem Online-Voting durch Fans, einer Abstimmung durch Medienvertreter sowie einer Abstimmung der 32 Cheftrainer aller in der Gruppenphase vertretenen Klubs zusammensetzte.
Most Valuable Player Manny Harris (AEK Athen)
Best Young Player Arnoldas Kulboka (Betaland Capo d’Orlando)
Star Lineup Manny Harris (AEK Athen),  D. J. Kennedy (Pınar Karşıyaka),  Ovie Soko (UCAM Murcia),  Louis Labeyrie (Strasbourg IG),  Elmedin Kikanović (AS Monaco)
Star Lineup Second Best Team Gabe York (medi Bayreuth),  Kendrick Ray (ČEZ Nymburk),  Christopher Evans (AS Monaco),  Dusan Sakota (AEK Athen),  Gašper Vidmar (Banvit BK)
Best Coach John Patrick (MHP Riesen Ludwigsburg)
Weitere Einzelauszeichnungen wurden in den Kategorien Best Assist, Best Dunk, Best Block und Highlight of the Season vergeben.